# Collège Sainte-Croix (Fribourg)
Pour les articles homonymes, voir Collège Sainte-Croix.
Le Collège Sainte-Croix (en allemand : Kollegium Heilig Kreuz), abrégé en CSC ou STX, la lettre X reprenant la croix, est une école de maturité située à Fribourg, en Suisse.
L'établissement est bilingue (français-allemand), mixte et non confessionnel, et peut accueillir une quarantaine de classes et environ 950 élèves.

## Historique
Le Collège Sainte-Croix, à l'origine Académie Sainte-Croix, a été fondé en 1904 par Joseph Beck (de) et sa sœur Maria Paula (de),, avec l'appui de Georges Python, à l'endroit où se trouve l'actuel bâtiment du Cycle d'orientation de Pérolles. Sa mission est la formation de jeunes femmes destinées à l'enseignement au degré secondaire, mais cette voie devient vite caduque puisque, dès l'année suivante, l'université de Fribourg ouvre ses portes aux étudiantes,.
En 1909 et jusqu'à la fin des années 1950, l'académie devient Lycée cantonal de jeunes filles, essentiellement dirigé par les sœurs de la Sainte-Croix de Menzingen.
Le Lycée cantonal est un établissement bilingue à forte connotation alémanique. L'enseignement est marqué par une forte imprégnation du catholicisme et de sa vision du rôle de la femme dans la société : chrétienne, mère de famille et, le cas échéant, se destinant à des études supérieures. Le programme, établi sur un modèle bâlois et organisé sur sept ans, est destiné « à préparer les jeunes filles pour les examens de la maturité fédérale et du baccalauréat de l'État de Fribourg ». Il répartit les premières années les étudiantes selon leur langue et les dernières années sont bilingues, élèves et enseignants s'exprimant dans la langue de leur choix.
En 1966, face au manque structurel de place, des classes sont installées dans des pavillons provisoires et dans les bâtiments de la Villa Saint-Jean. De plus, l'augmentation du nombre d'élèves aboutit rapidement à en faire un gymnase majoritairement francophone, marqué par l'arrivée massive de jeunes de familles des classes moyennes. Les anciennes fêtes et les loisirs encadrés par les religieuses disparaissent au profit d'activités moins nombreuses : le collège n'est plus le lieu privilégié des activités jusque-là réservées à une élite sociale. Le corps professoral évolue parallèlement aux évolutions culturelles et sociales des élèves : les religieuses deviennent très minoritaires et l'empreinte catholique recule en conséquence.
Dès 1973, la section alémanique de l'établissement devient mixte, même si les étudiantes restent notablement plus nombreuses. L'école prend le nom de Lycée cantonal de Sainte-Croix. Le premier avril 1978, le Lycée Cantonal devient, avec plus de 800 élèves, le Collège Sainte-Croix. La rentrée 1982 voit le Collège devenir entièrement mixte.
En 1983, le collège s'installe sur le site de l'ancien complexe de la Villa Saint-Jean, racheté en 1971 aux marianistes et fermé depuis, à la suite de l'inauguration d'un nouveau bâtiment et d'une halle de sport construits dès 1981 (seule la Villa Gallia est préservée). Le collège devient entièrement une institution de l’État fribourgeois. Bien que dès 1984 les élèves ne fréquentent plus que durant quatre ans une école qui les accompagnait autrefois durant sept ans, la place manque et un quatrième étage est ajouté au bâtiment en 1992; dès la rentrée suivante, l’agrandissement est cependant déjà insuffisant.
Dès 1999, la Villa Gallia est partiellement occupée pour les leçons de musique et d'arts visuels. À partir de la rentrée 2009, le collège occupe peu à peu la totalité de Gallia.
De 2019 et jusqu'en 2022, d'importants travaux de transformation et d'extension ont lieu au collège, obligeant les étudiants et enseignants à déménager à proximité, à l'ancienne Haute École de Santé. Les bâtiments rénovés sont réinvestis dès le mois d'avril 2022. La Villa Gallia est quant à elle rénovée de 2022 à 2023, année où le collège retrouve ses bâtiments en totalité.

## Bâtiments et localisation

### Localisation
Les bâtiments du Collège Sainte-Croix se situent près du boulevard de Pérolles, à la Rue Antoine-de-Saint-Exupéry. Ils sont entourés par la forêt et les falaises de la Sarine sur trois côtés,.

### Bâtiments

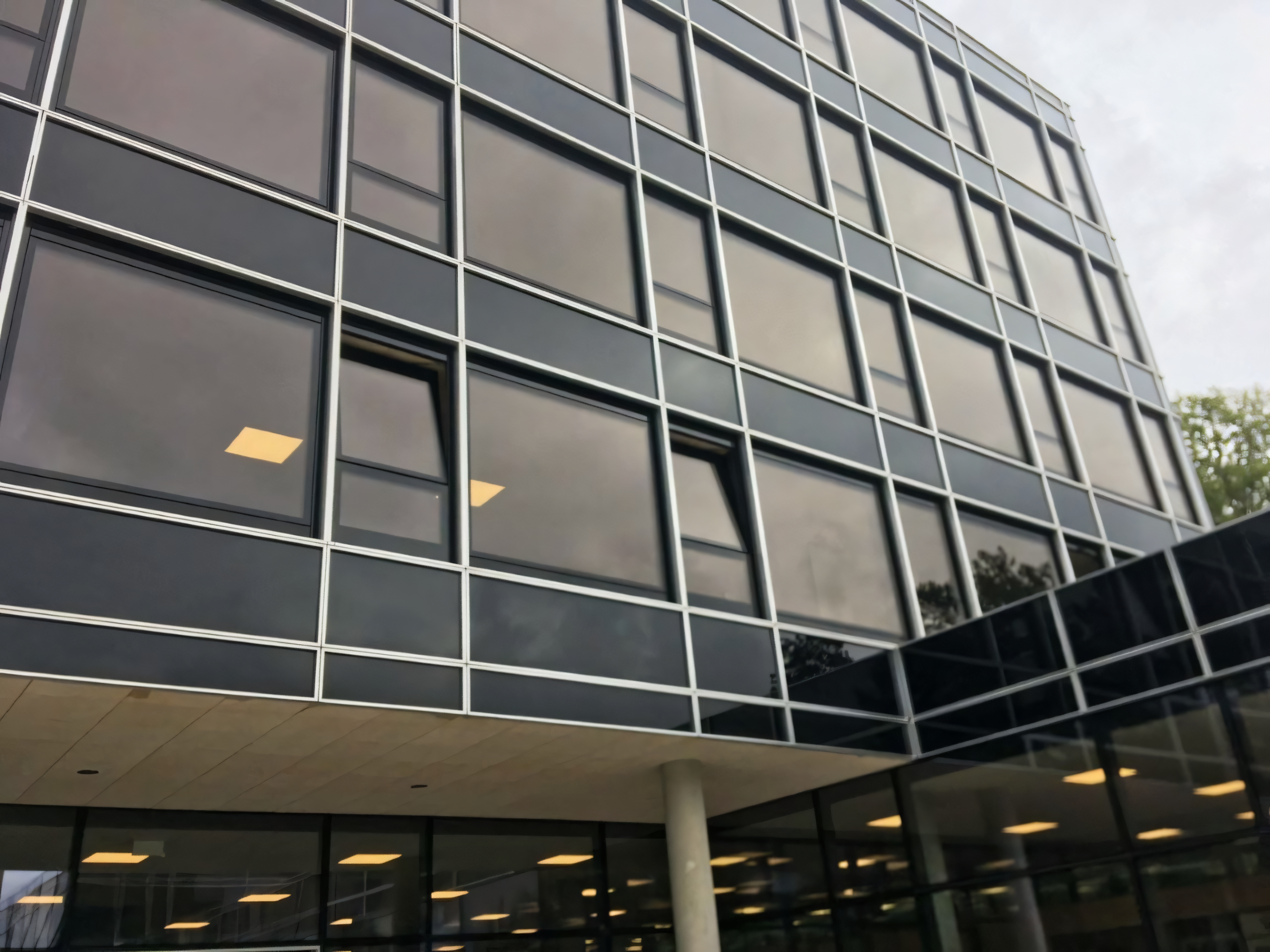
Façade du bâtiment principal

Le bâtiment principal a été construit entre 1981 et 1983 sur 3 étages ; un étage supplémentaire a été ajouté durant l'année scolaire 1991-1992,. Le bâtiment a été entièrement rénové entre 2019 et 2022. Une extension lui a été ajoutée à cette occasion.
La Villa Gallia, toute proche et appartenant historiquement à la Villa Saint-Jean, appartient aujourd'hui au collège. Elle a été intégralement rénovée entre 2022 et 2023.
Le collège comprend également une grande salle omnisports, et de vastes installations sportives : terrains de football, de basket-ball et de volley-ball, ainsi que des courts de tennis. La salle omnisports accueille régulièrement des événements sportifs, comme les matchs de Floorball Fribourg (de). Les matchs à domicile des équipes de basket-ball Fribourg Olympic Basket et Elfic Fribourg s'y sont également déroulés jusqu'en 2010, avant la construction de la halle Saint-Léonard à Fribourg, où ils ont lieu actuellement.

## Personnalités

### Anciens élèves notables
- Alain Berset, conseiller fédéral suisse, y obtient sa maturité en 1991[27];
- Pierre Bockel, prêtre, résistant, écrivain, Juste parmi les nations ;
- Louis de Bonnevie, officier au Maroc et ami d'Antoine de Saint-Exupéry ;
- Juan Carlos Ier, roi d'Espagne de 1975 à 2014, élève de 1947 à 1948[28];
- Caroline Charrière (1960–2018), musicienne, y obtient sa maturité fédérale en 1980 ;
- Isabelle Chassot, députée du canton de Fribourg au Conseil des États et présidente de la Commission d'enquête parlementaire sur le Crédit suisse, y obtient sa maturité fédérale en 1984[29];
- Laure Dupraz, première femme professeur ordinaire d'une université en Suisse romande, y obtient sa maturité fédérale en 1921[30],[31];
- Anne Seydoux-Christe, députée du canton du Jura au Conseil des États[32];
- Jean Epstein, réalisateur, essayiste et romancier français ;
- Nadine Gobet, députée du canton de Fribourg au Conseil national[33];
- Alexandre de Marenches, directeur général des services de renseignement français ;
- Nidonite, illustratrice, blogueuse et auteure[34];
- Jeanne Niquille, écrivaine et archiviste, y obtient sa maturité en 1914[35];
- Carl-Alex Ridoré, premier préfet afro-descendant de Suisse[36];
- Rita Roos (1951-), l'une des deux premières conseillères d'État du canton de Saint-Gall[37];
- Antoine de Saint-Exupéry y étudie de janvier 1915 à juillet 1917[38];
- Régis de Saint-Jouan, historien, archiviste paléographe.

### Enseignants notables
- Madeleine Emma Joye-Thévoz, militante pour le suffrage féminin dans le canton de Fribourg[39];
- Peter Kocher, astronome amateur et découvreur de plus de 100 astéroïdes, y enseignait la géographie[40];
- Marie-Luce Romanens, première médaillée d'or suisse au championnat du monde de course d'orientation en 1995, y est professeure de biologie et de chimie[41];
- Cédric Tamani (de), un skeletoneur ayant participé à la Coupe du monde de 2005-2006, y est professeur de sport ;
- Pierre Voélin, poète, y dispensait des cours de français[42];
- Frédéric Wandelère, poète, y dispensait des cours de français[42].

## Particularités

Le canard de Sainte-Croix

- Le canard de Sainte-CroixLe canard est l’emblème du Collège, en raison de la forme qu’avait un amphithéâtre en rondins de bois, situé à côté du bâtiment principal, avant les travaux de 2019-2022. Cet espace extérieur était un lieu de rassemblement collectif. Dans le cadre du réaménagement du domaine du Collège, l’amphithéâtre a été démantelé en 2019[43].